# Promesse de porte-fort
En droit des obligations, une promesse de porte-fort (ou promesse du fait d'autrui) est un contrat par lequel une personne (le promettant ou porte-fort) s'engage au profit d'une autre (le bénéficiaire) à ce qu'une troisième (le tiers) ratifie ou exécute un engagement.

## En droit français
En droit français, la promesse de porte-fort est régie par les articles 1203 à 1209 du code civil, depuis la réforme du droit des contrats du 10 février 2016, entrée en vigueur le 1er octobre 2016. L'article 1203 reproduit presque mot pour mot l'ancien article 1119: « on ne peut s'engager en son propre nom que pour soi-même ».

## En droit québécois
En droit québécois, elle est régie par l'article 1443 du Code civil du Québec.

## Porte-fort de ratification et porte-fort d'exécution
Elle trouve deux applications : le porte-fort de ratification et le porte-fort d'exécution.

### Porte-fort de ratification
C'est l'application la plus classique de la promesse de porte-fort. Le promettant s'engage à ce que le tiers ratifie une convention déterminée. Nous soulignerons qu'il s'agit d'une fausse exception au principe de l'effet relatif des contrats. Fausse exception car si le tiers à son retour ne souhaite pas ratifier la promesse du promettant envers le tiers, l'accord tombera à l'eau et le tiers bénéficiaire pourra obtenir réparation de son dommage (dommages et intérêts).
Elle est particulièrement utile lorsqu'un acte nécessite l'accord de plusieurs personnes mais qu'il est difficile, pour des raisons pratiques, d'obtenir en un temps donné un consentement unanime. Ainsi, par exemple, en cas d'indivision, l'accord de tous les indivisaires est nécessaire pour vendre le bien indivis. Un seul d'entre eux ne peut, en l'absence de mandat, procéder à la vente. Il pourra cependant s'engager, par une promesse de porte-fort, à ce que les coïndivisaires ratifient ultérieurement l'acte de vente.
La promesse de porte-fort se distingue de la promesse de « bons offices » par laquelle le promettant s'engage à effectuer certaines démarches pour obtenir le consentement du tiers. Dans ce cas, la responsabilité du promettant ne pourra être recherchée que s'il n'a pas effectué les démarches auxquelles il s'était engagé, tandis que dans l'hypothèse d'une promesse de porte-fort, sa responsabilité sera retenue dès lors que la convention déterminée n'aura pas été ratifiée.
En raison de la liberté contractuelle, le tiers n'est pas tenu par la promesse de porte-fort. Il est libre de ratifier l'engagement déterminé par la promesse ou de ne pas le faire.
Si le tiers ratifie l'engagement, il y sera tenu comme s'il y avait souscrit originellement et il sera engagé du jour de la promesse de porte-fort. La seule obligation du porte-fort réside dans la ratification du tiers, il est donc libéré dès lors que celle-ci a eu lieu. Sa responsabilité ne sera en principe pas engagée si le tiers n'exécute pas l'obligation.
Si le tiers refuse de ratifier l'engagement, il restera étranger au contrat. En revanche la responsabilité contractuelle du porte-fort sera engagée à l'égard du bénéficiaire. Ce dernier pourra réclamer réparation du préjudice conséquent au refus de ratifier.

### Porte-fort d'exécution
Cette application plus moderne de la technique du porte-fort tend à en faire un mécanisme proche d'une sûreté. Le promettant s'engage alors à ce que le tiers exécute un engagement déterminé.
À la différence de la première hypothèse, ici le tiers est lui-même tenu d'exécuter une obligation. La promesse de porte-fort constitue une garantie de cette exécution, la responsabilité du promettant sera engagée lorsque le tiers n'aura pas correctement exécuté l'obligation.
On peut tout à fait concevoir une promesse de porte-fort qui porte à la fois sur la ratification d'un contrat puis sur son exécution.